# Gnopharmia eberti
Gnopharmia eberti là một loài bướm đêm trong họ Geometridae.